# 경남정보고등학교 축구단
경남정보고등학교 축구부는 경상남도 진주시에 위치한 경남정보고등학교의 축구부이다. 경남정보고등학교가 운영했었던 축구부로 김한원 선수 같은 인물들을 배출했다.

## 참고 문헌
- “KFA 통합경기정보 시스템”. 대한축구협회.

## 같이 보기
- 경남정보고등학교